# Йованка Радичевич
Йованка Радичевич (серб. Јованка Радичевић, 23 жовтня 1986) — чорногорська гандболістка, олімпійська медалістка.

## Виступи на Олімпіадах
| Олімпіада   | Дисципліна | Місце |
| ----------- | ---------- | ----- |
| Лондон 2012 | гандбол    | 2     |